# 达斯汀·布劳德
达斯汀·布劳德（英語：Dustin Browder），是暴雪公司的一名游戏设计师，担任星际争霸II游戏总监。他从1995年以来，在各种各样的公司工作，包括动视公司，艺电和Simon & Schuster。他曾担任命令与征服：红色警戒2，命令与征服：将军和星际争霸II：自由之翼的首席设计师，The Lord of the Rings: The Battle for Middle-Earth series的游戏设计总监。在星际争霸II战系列中，他是一名播音员。